# Grand tour 2007
Grand tour 2007 var det samlande namnet som gavs de fyra stora internationella konstevenemangen Venedigbiennalen, Documenta i Kassel, Skulpturprojektet i Münster och Konstmässan i Basel 2007 i den gemensamma marknadsföringen. Detta var första gången som dessa evenemang inträffade parallellt sedan 1977 och första gången någonsin som de samarbetade med marknadsföring. Grand tour 2007 omfattades av gemensam hemsida, annonsering och en organiserad resrutt a la grand tour vilket också gav samarbetet sitt namn.